# Lista membrilor Comitetului Central al Partidului Comunist Român
Aceasta este o listă a membrilor Comitetului Central al Partidului Comunist Român, organul central executiv al Partidului Comunist Român (membri supleanți, membri) în ordine alfabetică.

## A
| Nume                     | An naștere/ an deces | Locul nașterii                          | Profesia de bază                                                   | Membru                                                 | Perioada în care a fost membru al C.C. al P.C.R.                        |
| ------------------------ | -------------------- | --------------------------------------- | ------------------------------------------------------------------ | ------------------------------------------------------ | ----------------------------------------------------------------------- |
| Ecaterina Abraham        | sec. XX–sec. XX      | necunoscut                              | politiciană comunistă                                              | membru                                                 | 1948–1969                                                               |
| Virgil Actarian          | 1921–1998            | Giurgiu                                 | inginer mecanic                                                    | membru supleant                                        | 28 noiembrie 1974–23 noiembrie 1979                                     |
| Neculai Agachi           | 1925–1997            | com. Poduri, județul Bacău              | inginer siderurgist                                                | membru supleant membru                                 | 23 iulie 1965–12 august 1969 12 august 1969–24 noiembrie 1989           |
| Constantin Agiu          | 1891–1961            | com. Cetate, județul Dolj               | tâmplar                                                            | membru                                                 | iunie 1943–1956                                                         |
| Gheorghe Airinei         | 1928–1994            | Buhuși                                  | inginer telecomunicații                                            | membru supleant                                        | 28 noiembrie 1974–23 noiembrie 1979                                     |
| Gheorghe Alboiu          | 1934–1993            | com. Slobozia, județul Argeș            | inginer industria lemnului                                         | membru supleant                                        | 28 noiembrie 1974–23 noiembrie 1979                                     |
| Alexandru Albu           | 1942– ?              | com. Mozăceni, județul Argeș            | tehnician chimist                                                  | membru supleant                                        | 24 noiembrie 1989-22 decembrie 1989                                     |
| Elena Albu               | 1942– ?              | com. Corbasca, județul Bacău            | tehnician industrializarea lemnului                                | membru supleant                                        | 23 noiembrie 1979-24 noiembrie 1989                                     |
| Vasile Albu              | 1935– ?              | com. Războieni, județul Neamț           | politician comunist                                                | membru supleant membru                                 | 22 noiembrie 1984–16 decembrie 1987 16 decembrie 1987–22 decembrie 1989 |
| Ion Albulețu             | 1925– ?              | com. Prundu, județul Argeș              | mecanic de locomotivã                                              | membru supleant membru                                 | 22 noiembrie 1974–23 noiembrie 1979 23 noiembrie 1979–22 noiembrie 1984 |
| Constantin Aldescu       | 1938– ?              | com. Voinești, județul Dâmbovița        | inginer foraj extracție                                            | membru                                                 | 24 noiembrie 1989-22 decembrie 1989                                     |
| Agurița Alecsandrescu    | 1932–1996            | Buhuși                                  | economist                                                          | membru supleant membru                                 | 21 iulie 1972–28 noiembrie 1974 28 noiembrie 1974–22 decembrie 1989     |
| Dumitru Alecu            | 1933– ?              | com. Bănești, județul Prahova           | inginer utilaj petrolier                                           | membru supleant membru                                 | 28 noiembrie 1974–23 noiembrie 1979 22 noiembrie 1984–24 noiembrie 1989 |
| Paraschiv Alecu          | 1938– ?              | com. Vulturu, județul Vrancea           | montator locomotive                                                | membru supleant membru                                 | 22 noiembrie 1984–16 decembrie 1987 16 decembrie 1987–24 noiemrie 1989  |
| Augustin Alexa           | 1911–1979            | satul Mierța, județul Sălaj             | ajustor, muncitor CFR                                              | membru membru al Colegiului Central de Partid          | 24 februarie 1948–28 noiembrie 1974 28 noiembrie 1974–23 noiembrie 1979 |
| Haralambie Alexa         | 1930–2007            | satul Oroftiana, județul Botoșani       | lăcătuș mecanic                                                    | membru                                                 | 23 noiembrie 1979–27 noiembrie 1987 (exclus din partid)                 |
| Domnica Alexandrescu     | 1941– ?              | com. Săceni, județul Teleorman          | profesoară                                                         | membru                                                 | 24 noiembrie 1989-22 decembrie 1989                                     |
| Radu Mircea Alexandrescu | 1942– ?              | București                               | inginer mecanic                                                    | membru supleant                                        | 24 noiembrie 1989-24 noiembrie 1989                                     |
| Eugen Alexe              | 1921– ?              | com. Cosminele, județul Prahova         | inginer agronom                                                    | membru supleant membru                                 | 28 decembrie 1955-23 iulie 1965 23 iulie 1965-12 august 1969            |
| Bujor Almășan            | 1924–1998            | Deva                                    | inginer miner                                                      | membru supleant membru                                 | 28 decembrie 1955–25 iunie 1960 25 iunie 1960-23 noiembrie 1979         |
| Ștefan Almășan           | sec. XX– ?           | necunoscut                              | ?                                                                  | membru supleant                                        | 28 noiembrie 1974–23 noiembrie 1979                                     |
| Constantin Amariei       | 1925– ?              | com. Girov, județul Neamț               | lăcătuș mecanic                                                    | membru supleant membru                                 | 12 august 1969–28 noiembrie 1974 28 noiembrie 1974–23 noiembrie 1979    |
| Nicolae Amza             | 1931– ?              | satul Negreni, județul Olt              | inginer petrol și gaze                                             | membru supleant                                        | 22 noiembrie 1984–22 decembrie 1989                                     |
| Ion Anastasiu            | 1930–1995            | Galați                                  | sudor electric                                                     | membru                                                 | 22 noiembrie 1984–22 decembrie 1989                                     |
| Dimitrie Ancuța          | 1937– ?              | Suceava                                 | economist                                                          | membru supleant membru                                 | 22 noiembrie 1984–24 noiembrie 1989 24 noiembrie 1989–22 decembrie 1989 |
| Nicolae Andreescu        | sec. XX– ?           | necunoscut                              | ?                                                                  | membru supleant                                        | 24 noiembrie 1989–22 decembrie 1989                                     |
| Eugenia Andrei           | sec. XX– ?           | necunoscut                              | ?                                                                  | membru supleant membru al Comisiei Centrale de Revizie | 21 iulie 1972–28 noiembrie 1974 28 noiembrie 1974–23 noiembrie 1979     |
| Sofia Andrei             | 1937– ?              | satul Matița, județul Prahova           | funcționară                                                        | membru supleant                                        | 23 noiembrie 1979–22 noiembrie 1984                                     |
| Ștefan Andrei            | 1931–2014            | satul Livezi, județul Dolj              | inginer construcții hidraulice                                     | membru supleant membru                                 | 12 august 1969–21 iulie 1972 21 iulie 1972–22 decembrie 1989            |
| Emila Andrunache         | 1947– ?              | com. Bicazu Ardelean, județul Neamț     | filatoare textilistă                                               | membru                                                 | 22 noiembrie 1984–24 noiembrie 1989                                     |
| Marin Anghel             | 1938–2017            | com. Costești, județul Vâlcea           | lăcătuș mecanic                                                    | membru                                                 | 22 noiembrie 1984–24 noiembrie 1989                                     |
| Cornelia Anton           | sec. XX– ?           | necunoscut                              | ?                                                                  | membru supleant                                        | 24 noiembrie 1989–22 decembrie 1989                                     |
| Ioan Anton               | 1924–2011            | satul Vintere, județul Bihor            | inginer electromecanic                                             | membru supleant membru                                 | 12 august 1969–28 noiembrie 1974 28 noiembrie 1974–22 decembrie 1989    |
| Marcela Anton            | sec. XX– ?           | necunoscut                              | ?                                                                  | membru supleant                                        | 24 noiembrie 1989–22 decembrie 1989                                     |
| Gheorghe Antonescu       | 1934– ?              | București                               | economist                                                          | membru supleant                                        | 24 noiembrie 1989–22 decembrie 1989                                     |
| Ion Antonică             | 1931– ?              | com. Berca, județul Buzău               | inginer petrolist                                                  | membru supleant membru                                 | 12 august 1969–28 noiembrie 1974 28 noiembrie 1974–23 noiembrie 1979    |
| Dumitru Apostoiu         | 1935–2001            | Bolintin Vale                           | jurist                                                             | membru supleant                                        | 18 decembrie 1982–22 decembrie 1989                                     |
| Alexandru Apostol        | sec. XX– ?           | necunoscut                              | ?                                                                  | membru                                                 | 24 noiembrie 1989–22 decembrie 1989                                     |
| Gheorghe Apostol         | 1913–2010            | com. Tudor Vladimirescu, județul Galați | turnător                                                           | membru membru al Comitetului Executiv al C.C.          | 21 octombrie 1945–12 august 1969 23 iulie 1965–12 august 1969           |
| Vasile Ardeleanu         | 1929– ?              | Moinești                                | miner                                                              | membru supleant                                        | (22 noiembrie 1984–24 noiembrie 1989                                    |
| Gheorghe Arghiropol      | sec. XX–sec. XX      | necunoscut                              | secretar general (din 1946) la Președinția Consiliului de Miniștri | membru supleant                                        | 24 noiembrie 1989–22 decembrie 1989                                     |
| Pavel Aron               | 1928– ?              | com. Albești, județul Mureș             | inginer C.F.R.                                                     | membru                                                 | 23 noiembrie 1979–22 decembrie 1989                                     |
| Constantina Arsene       | 1927– ?              | com. Negru Vodă, județul Constanța      | economist                                                          | membru supleant                                        | 23 noiembrie 1979–22 noiembrie 1984                                     |
| Ioan Aslan               | 1921– ?              | Iași                                    | maistru viticol                                                    | membru supleant                                        | 23 noiembrie 1979–22 noiembrie 1984                                     |
| Draga Atanasiu           | 1945– ?              | Făurei, com. Ulmu, județul Călărași     | ?                                                                  | membru supleant                                        | 24 noiembrie 1989–22 decembrie 1989                                     |
| Ioan Avram               | 1945– ?              | Popeni, com. Mirșid, județul Sălaj      | inginer mecanic                                                    | membru                                                 | 12 august 1969–24 noiembrie 1989                                        |
| Teodora Avram            | 1938– ?              | Suhuleț, com. Tansa, județul Iași       | inginer chimist                                                    | membru supleant membru                                 | 23 noiembrie 1979–22 noiembrie 1984 22 noiembrie 1984–22 decembrie 1989 |

## B
| Nume                    | An naștere/ an deces | Locul nașterii                                 | Profesia de bază                         | Membru                                                                           | Perioada în care a fost membru al C.C. al P.C.R.                                                         |
| ----------------------- | -------------------- | ---------------------------------------------- | ---------------------------------------- | -------------------------------------------------------------------------------- | --- |
| Maria Baciu             | sec. XX– ?           | necunoscut                                     | ?                                        | membru supleant                                                                  | 28 noiembrie 1974–23 noiembrie 1979                                                                      |
| Dumitru Badea           | 1922– ?              | com. Căpreni, județul Gorj                     | muncitor necalificat                     | membru supleant                                                                  | 24 noiembrie 1989-22 decembrie 1989                                                                      |
| Ion Badea               | 1923– ?              | București                                      | inginer hidroameliorații                 | membru supleant membru                                                           | 22 noiembrie 1984-16 decembrie 1987 16 decembrie 1987–22 decembrie 1989                                  |
| Nicolae Badea           | 1937– ?              | Costești                                       | muncitor frezor                          | membru supleant membru                                                           | 22 noiembrie 1984–16 decembrie 1987 16 decembrie 1987–22 decembrie 1989                                  |
| Gheorghe Badrus         | 1927– ?              | Pitești                                        | economist                                | membru supleant                                                                  | 12 august 1969–23 noiembrie 1979                                                                         |
| Alexandru Balaci        | 1916–2002            | sat Aurora, com. Cujmir, județul Mehedinți     | profesor                                 | membru supleant                                                                  | 28 noiembrie 1974–23 noiembrie 1979                                                                      |
| Dumitru Balalia         | 1911–1993            | com. Păcureți, județul Prahova                 | maistru mecanic                          | membru                                                                           | 28 decembrie 1955–21 iulie 1972                                                                          |
| Constanța Balint        | 1933– ?              | com. Bărcănești, județul Ialomița              | inginer tehnologia industriei alimentare | membru supleant                                                                  | 23 noiembrie 1979–22 decembrie 1989                                                                      |
| Vasile Baltac           | 1940–                | Ploiești                                       | inginer electrotehnic                    | membru membru al Comisiei Centrale de Revizie                                    | 24 noiembrie 1989–22 decembrie 1989 22 noiembrie 1984–24 noiembrie 1989                                  |
| Iosif Banc              | 1921–2007            | com. Aluniș, județul Mureș                     | muncitor forestier                       | membru supleant membru membru al Comitetului Politic Executiv                    | 28 decembrie 1955–25 iunie 1960 25 iunie 1960–24 noiembrie 1989 23 noiembrie 1979–24 noiembrie 1989      |
| Aurel Baranga           | 1913–1979            | București                                      | poet și dramaturg                        | membru                                                                           | 12 august 1969–28 noiembrie 1974                                                                         |
| Georgeta Barău          | 1940– ?              | com. Slobozia Conachi, județul Galați          | filatoare                                | membru supleant                                                                  | 24 noiembrie 1989–22 decembrie 1989                                                                      |
| Petru Barb              | 1932– ?              | Baia de Arieș, județul Alba                    | subinginer                               | membru supleant                                                                  | 23 noiembrie 1979–22 noiembrie 1984                                                                      |
| Eugen Barbu             | 1924–1993            | București                                      | scriitor                                 | membru supleant                                                                  | 12 august 1969– exclus în 1978                                                                           |
| Filița Barbu            | 1936– ?              | com. Bordei Verde, județul Brăila              | muncitoare, ajutor de maistru            | membru supleant                                                                  | 21 iulie 1972–28 noiembrie 1974                                                                          |
| Floarea Barbu           | 1928– ?              | com. Mârzănești, județul Teleorman             | țăran cooperator                         | membru supleant                                                                  | 12 august 1969–23 noiembrie 1979                                                                         |
| Florea Barbu            | sec. XX– ?           | necunoscut                                     | ?                                        | membru supleant                                                                  | 23 noiembrie 1979–22 noiembrie 1984                                                                      |
| Ioan Barna              | 1920– ?              | Aninoasa, județul Hunedoara                    | miner                                    | membru                                                                           | 28 decembrie 1955–25 iunie 1960                                                                          |
| Andrei Barta            | 1927–1993            | com. Uriu, județul Bistrița-Năsăud             | țăran cooperator                         | membru supleant                                                                  | 28 noiembrie 1974–22 noiembrie 1984                                                                      |
| Iosif Bayerle           | 1914–1986            | com. Călărași, județul Cluj                    | lăcătuș                                  | membru supleant membru                                                           | 28 decembrie 1955–23 iulie 1965 23 iulie 1965–28 noiembrie 1974                                          |
| Constantin Băbălău      | 1926– ?              | sat Capu Dealului com. Brănești, județul Gorj  | inginer miner                            | membru supleant membru                                                           | 23 iulie 1965–12 august 1969 12 august 1969–23 noiembrie 1979                                            |
| Lazăr Băciucu           | 1931– ?              | sat Homorâciu, com. Izvoarele, județul Prahova | contabil                                 | membru                                                                           | 24 noiembrie 1989-22 decembrie 1989                                                                      |
| Nicolae Bădescu         | 1912–1991            | București                                      | arhitect                                 | membru                                                                           | 23 iulie 1965–28 noiembrie 1974                                                                          |
| Dumitru Bălan           | 1931– ?              | Galați                                         | strungar în fier                         | membru                                                                           | 28 noiembrie 1974–23 noiembrie 1979                                                                      |
| Ion Dodu Bălan          | 1929–2018            | sat Vaidei, com. Romos, județul Hunedoara      | profesor                                 | membru supleant membru al Comisiei Centrale de Revizie membru                    | 12 august 1969–23 noiembrie 1979 23 noiembrie 1979–22 noiembrie 1984 22 noiembrie 1984–22 decembrie 1989 |
| Radu Bălan              | 1936–1995            | com. Căzănești, județul Ialomița               | tehnician miner                          | membru membru al Secretariatului membru supleant al Comitetului Politic Executiv | 18 decembrie 1982–22 decembrie 1989 5 octombrie 1987–28 iunie 1988 28 iunie 1988–22 decembrie 1989       |
| Ștefan Bălan            | 1913–1991            | Brăila                                         | inginer constructor                      | membru supleant                                                                  | 23 iulie 1965–12 august 1969                                                                             |
| George Bălăiță          | 1935–2017            | Bacău                                          | profesor                                 | membru supleant                                                                  | 23 noiembrie 1979–22 decembrie 1989                                                                      |
| Vasile Băloi            | 1946– ?              | com. Poroina Mare, județul Mehedinți           | maistru lăcătuș                          | membru supleant                                                                  | 24 noiembrie 1989-22 decembrie 1989                                                                      |
| Ion Bogdan Băluță       | 1932– ?              | București                                      | electrician constructor                  | membru supleant membru                                                           | 18 decembrie 1982–22 noiembrie 1984 22 noiembrie 1984–22 decembrie 1989                                  |
| Anuca Bărăian           | 1950– ?              | com. Pogăceaua, județul Mureș                  | tehnician contabil                       | membru                                                                           | 24 noiembrie 1984–22 decembrie 1989                                                                      |
| Nicolae Bărbulescu      | 1930– ?              | București                                      | inginer chimist                          | membru supleant                                                                  | 24 noiembrie 1989–22 decembrie 1989                                                                      |
| Vasile Bărbulescu       | 1926–1991            | Scornicești                                    | maistru mecanic agricol                  | membru supleant membru                                                           | 28 noiembrie 1974–23 noiembrie 1979 23 noiembrie 1979–22 decembrie 1989                                  |
| Vasile Bărbuleț         | 1931– ?              | com. Crăciunelu de Jos, județul Alba           | tehnician                                | membru supleant membru                                                           | 28 noiembrie 1974–23 noiembrie 1979 23 noiembrie 1979–22 decembrie 1989                                  |
| Ileana Bărțan           | 1941– ?              | com. Poiana Sibiului, județul Sibiu            | jurist                                   | membru supleant                                                                  | 23 noiembrie 1979–22 noiembrie 1984                                                                      |
| Gheorghe Ioan Bătrâna   | sec. XX– ?           | necunoscut                                     | inginer electronist                      | membru supleant                                                                  | 21 iulie 1972–28 noiembrie 1974                                                                          |
| Alexandru Bârlădeanu    | 1911–1997            | Comrat, Basarabia                              | profesor                                 | membru                                                                           | 28 decembrie 1955–12 august 1969                                                                         |
| Gheorghe Bârle          | 1932– ?              | sat Mireșu Mare, județul Maramureș             | inginer miner                            | membru                                                                           | 24 noiembrie 1989-22 decembrie 1989                                                                      |
| Ștefan Bârlea           | 1934–2014            | București                                      | inginer economist                        | membru supleant membru                                                           | 23 iulie 1965–12 august 1969 12 august 1969–24 noiembrie 1989                                            |
| Adriana Mariana Bejan   | 1944– ?              | com. Lovrin, județul Timiș                     | inginer chimist                          | membru supleant                                                                  | 22 noiembrie 1984-24 noiembrie 1989                                                                      |
| Dumitru Bejan           | 1928– ?              | com. Bogdănița, județul Vaslui                 | lăcătuș mecanic                          | membru supleant membru                                                           | 23 iulie 1965–12 august 1969 22 august 1969-24 noiembrie 1989                                            |
| Camelia Beldie          | 1930–2011            | com. Urechești, județul Vrancea                | profesor de chimie                       | membru supleant membru                                                           | 22 noiembrie 1984–16 decembrie 1987 16 decembrie 1987–22 decembrie 1989                                  |
| Radu Beligan            | 1918–2016            | sat Galbeni, com. Filipești, județul Bacău     | actor                                    | membru                                                                           | 12 august 1969–24 noiembrie 1989                                                                         |
| Paraschiv Benescu       | 1925– ?              | com. Vlădeni, județul Ialomița                 | lăcătuș mecanic                          | membru supleant membru                                                           | 28 noiembrie 1974–23 noiembrie 1979 23 noiembrie 1979–22 noiembrie 1984                                  |
| Ecaterina Bențe         | 1939– ?              | Satu Mare                                      | țesătoare                                | membru supleant                                                                  | 23 noiembrie 1979–22 noiembrie 1984                                                                      |
| Dumitru Berezițchi      | 1920– ?              | Storojineț, Regiunea Cernăuți                  | zidar                                    | membru                                                                           | 28 decembrie 1955–25 iunie 1960                                                                          |
| Maxim Berghianu         | 1925–2005            | Sighișoara, județul Mureș                      | tehnician gaz metan                      | membru supleant membru                                                           | 28 decembrie 1955–25 iunie 1960 25 iunie 1960–22 decembrie 1989                                          |
| Maria Bernea            | 1948– ?              | com. Crângeni, județul Teleorman               | tehnician horticol                       | membru                                                                           | 24 noiembrie 1989-22 decembrie 1989                                                                      |
| Iugenia Bichi           | 1934–2004            | București                                      | economist                                | membru supleant                                                                  | 22 noiembrie 1984–22 decembrie 1989                                                                      |
| Victoria Bistriceanu    | 1946– ?              | Craiova                                        | inginer în industrie alimentară          | membru                                                                           | 22 noiembrie 1984–22 decembrie 1989                                                                      |
| Manole Bivol            | 1934– ?              | Câmpulung județul Argeș                        | maistru prelucrare prin așchiere         | membru supleant                                                                  | 22 noiembrie 1984–22 decembrie 1989                                                                      |
| Dumitru Blaj            | 1922– ?              | com. Mircești, județul Iași                    | inginer agronom                          | membru supleant                                                                  | 23 noiembrie 1979–22 noiembrie 1984                                                                      |
| Gheorghe Blaj           | 1925–1988            | sat Sudrigiu, com. Rieni, județul Bihor        | lăcătuș mecanic                          | membru                                                                           | 12 august 1969–22 noiembrie 1984                                                                         |
| Petre Blajovici         | 1922– ?              | sat Inand, com. Cefa, județul Bihor            | lăcătuș mecanic                          | membru supleant membru                                                           | 25 iunie 1960–23 iulie 1965 23 iulie 1965–23 noiemrie 1979                                               |
| Elena Bleahu            | 1941– ?              | com. Coroisânmartin, județul Mureș             | țesătoare                                | membru                                                                           | 23 noiembrie 1979–22 decembrie 1989                                                                      |
| Nicolae Blegan          | 1935– ?              | com. Petrești, județul Dâmbovița               | țăran cooperator                         | membru supleant                                                                  | 24 noiembrie 1989–22 decembrie 1989                                                                      |
| Alexandru Boabă         | 1935–1995            | sat Valea Mare, com. Priboieni, județul Argeș  | tehnolog în prelucrarea țițeiului        | membru supleant membru                                                           | 23 iulie 1965–12 august 1969 12 august 1969–28 noiembrie 1974                                            |
| Viorel Boantă           | 1944–1997            | Petrila, județul Hunedoara                     | inginer miner                            | membru supleant                                                                  | 24 noiembrie 1989–22 decembrie 1989                                                                      |
| Maria Bob               | 1948–2002            | com. Dăbâca, județul Cluj                      | croitoreasă                              | membru supleant                                                                  | 24 noiembrie 1989–22 decembrie 1989                                                                      |
| Salomea Bobeică         | 1952– ?              | com. Olanu, județul Vâlcea                     | țesător textile                          | membru supleant                                                                  | 24 noiembrie 1989–22 decembrie 1989                                                                      |
| Ștefan Boboș            | 1923– ?              | Onești, județul Bacău                          | muncitor forestier                       | membru                                                                           | 23 iulie 1965–1 noiembrie 1978                                                                           |
| Emil Bobu               | 1927–2014            | com. Vârfu Câmpului, județul Botoșani          | strungar în fier                         | membru supleant membru                                                           | 25 iunie 1960-23 iulie 1965 23 iulie 1965–22 decembrie 1989                                              |
| Maria Bobu              | 1925–2007            | com. Măgura, județul Buzău                     | jurist                                   | membru supleant membru                                                           | 18 decembrie 1982–22 noiembrie 1984 22 noiembrie 1965–22 decembrie 1989                                  |
| Emil Bodnăraș           | 1904–1976            | sat Iaslovăț, județul Suceava                  | ofițer                                   | membru                                                                           | 21 octombrie 1945–24 ianuarie 1976                                                                       |
| Gheorghe Mihai Bodoașcă | 1943–?               | com. Ruginoasa, județul Iași                   | montator locomotive                      | membru membru al Comisiei Centrale de Revizie                                    | 22 noiembrie 1984–24 noiembrie 1989 24 noiembrie 1989-22 decembrie 1989                                  |
| Cela Ioana Boga         | 1928–2003            | com. Turburea, județul Gorj                    | richtuitoare                             | membru                                                                           | 23 iulie 1965–12 august 1969                                                                             |

| Nume             | An naștere/ an deces | Locul nașterii               | Profesia de bază      | Membru          | Perioada în care a fost membru al C.C. al P.C.R. |
| ---------------- | -------------------- | ---------------------------- | --------------------- | --------------- | ------------------------------------------------ |
| Eugenia Bogdan   | 1941-?               | com. Apele Vii, județul Dolj | profesor              | membru supleant | 23 noiembrie 1979–22 noiembrie 1984              |
| Radu Ioan Bogdan | 1923-?               | Bacău, județul Bacău         | inginer electrotehnic | membru          | 23 noiembrie 1974–23 noiembrie 1979              |

## C
| Nume              | An naștere/ an deces | Locul nașterii           | Profesia de bază | Membru          | Perioada în care a fost membru al C.C. al P.C.R. |
| ----------------- | -------------------- | ------------------------ | ---------------- | --------------- | ------------------------------------------------ |
| Aglaia Caloinescu | sec. XX– ?           | necunoscut               | ?                | membru          | 23 noiembrie 1979–22 noiembrie 1984              |
| Marin Capisizu    | 1929– ?              | com. Bârca, județul Dolj | inginer agronom  | membru          | 22 noiembrie 1984–24 noiembrie 1989              |
| Dumitru Capoianu  | 1929–2012            | București                | compozitor       | membru supleant | 28 noiembrie 1974–23 noiembrie 1979              |
| Mozeș Cahana      | 1897–1974            | Bicazu Ardelean          | scriitor         | membru          | 1924–? (până în 1940)                            |